# Geli Albaladejo
Ángeles Albaladejo Pérez, coneguda artísticament com a Geli Albaladejo   (Sant Pere del Pinatar, 5 d'octubre de 1966 - Sant Pere del Pinatar, 14 d'octubre de 2021), va ser una actriu i directora de càsting espanyola.
Va abandonar els seus estudis de Geografia en la Universitat de Múrcia per a traslladar-se a Madrid, on va començar a fer cinema al costat del seu germà Miguel Albaladejo, amb qui va dirigir en 1994 el curtmetratge Sangre ciega, nominat al Goya. Més tard participaria com a actriu en moltes de les seves pel·lícules, entre elles Manolito Gafotas (1999), Ataque verbal (2000), El cielo abierto (2001) o Rencor (2002).
En teatre va actuar a les produccions La señorita de Trévelez, dirigida per Tomás Gayo, El adefesio, de Nieves Gámez o La tía de Carlos de Julio Escalada.
Compaginava la seva carrera com a actriu amb la de directora de càsting en cinema i televisió.

## Cinema
- Nacidas para sufrir (2009) - Regidora
- Volando voy (2006) - Doña María
- Fin de curso (2005) - Mare
- 20 centímetros (2002) - Funcionària
- Rencor (2002) - Maribel
- El otro lado de la cama (2002) - Mestra
- Piedras (2002) - Araceli
- El cielo abierto (2001) - Carola
- Ataque verbal (1999) - Milagros
- La primera noche de mi vida (1998) - Benítez
- Retrato de mujer con hombre al fondo (1997)

### Curtmetratges
- Crisis (2011), de Rosa Márquez
- Burocracia (2010), de Rosa Márquez
- Muñecas (2009), de Rosa Márquez
- Teky (2006), d'Alberto Esteban
- Contratiempos (2005), de Antonio Gómez-Olea
- El examinador (2005), de Jose Antonio Pajares

### Sèries de televisió
- Ana y los siete (2002-2003) - Psicóloga
- Hospital Central (2002) - Marina
- Vive cantando (2013-2014) - Geli

### Teatre
- Entremeses, de Lope de Rueda, dirigida per Francisco Avellán.
- La tía de Carlos, dirigida per Tomás Gayo i Julio Escalada.
- El adefesio, de Rafael Alberti, dirigida per Nieves Gámez.
- La señorita de Trevélez, dirigida per Tomás Gayo i Mariano de Paco.
- La noche de la iguana, de Tennessee Williams, dirigida per María Ruiz.